# Samoana margaritae
Samoana margaritae е вид коремоного от семейство Partulidae. Видът е световно застрашен, със статут Уязвим.

## Разпространение
Разпространен е във Френска Полинезия (Австралски острови).